# Magnifico difetto
Magnifico difetto è un singolo del gruppo musicale italiano Benji & Fede, pubblicato il 20 dicembre 2019 come terzo estratto dal quarto album in studio Good Vibes.

## Descrizione
Il brano è stato prodotto dal team di Itaca e scritto da Fabio Pizzoli e Massimiliano Pelan.

## Video musicale
Il videoclip, diretto da William9 e girato sulle piste della località sciistica di Obereggen (Bolzano), è stato pubblicato il 18 dicembre 2019 sul canale YouTube della Warner Music Italy.

## Tracce
Testi di Benjamin Mascolo, Massimiliano Pelan, Fabio Pizzoli, Federico Rossi, musiche di Giordano Cremona, Leonardo Grillotti, Eugenio Davide Maimone, Federico Mercuri.
1. Magnifico difetto – 3:24

## Classifiche

### Classifiche settimanali
| Classifica (2020) | Posizione massima |
| ----------------- | ----------------- |
| Italia            | 50                |